# Renato Bruson
Renato Bruson (Granze, 13 gennaio 1936) è un baritono italiano.

## Biografia
Dopo aver studiato canto con il soprano Elena Fava Ceriati presso il Conservatorio di Padova, intraprende nel 1957 la carriera lirica interpretando ruoli da comprimario al fianco di grandi baritoni dell'epoca come Tito Gobbi (dal quale riceve molti consigli tecnici), Ettore Bastianini e Aldo Protti e Giangiacomo Guelfi, in opere di Bellini, Donizetti, Massenet, Verdi e Puccini.
Il debutto che segna la sua carriera da solista avviene nel 1961, quando vince il concorso del Teatro lirico sperimentale "Adriano Belli" di Spoleto ne Il trovatore di Verdi con il ruolo del Conte di Luna. Nel 1962 debutta nel I puritani di Bellini al Teatro dell'Opera di Roma; successivamente debutta in Un ballo in maschera di Verdi al Maggio di Firenze.
Nel 1964 esordisce al Teatro Biondo di Palermo, ne La cambiale di matrimonio di Rossini, poi in altri spettacoli di rilievo; alla RAI di Torino esegue Matrimonio al convento di Sergej Prokofiev, mentre alla RAI di Napoli debutta nel Capriccio di Richard Strauss.
Nel 1965 debutta al Teatro La Fenice di Venezia come Creonte nell'Oedipus Rex di Igor' Fëdorovič Stravinskij diretto da Ettore Gracis con Ruggero Raimondi; come Conte di Tolosa in Jérusalem a Wiesbaden ed al Bayerische Staatsoper con Leyla Gencer e Giacomo Aragall nella trasferta della Fenice, ed Andrea Chénier a Bruxelles. 
Partecipa inoltre alla Manon Lescaut della Rai di Milano.
Nel 1966 debutta al Teatro Massimo di Palermo in Lucia di Lammermoor e al Teatro comunale Luciano Pavarotti di Modena in Manon di Jules Massenet, insieme a Mirella Freni e Ottavio Garaventa.
Il 1967 è un anno importante per la carriera di Bruson che debutta al Teatro Regio di Parma, una piazza fra le più ambite dell'Italia del dopoguerra, con un pubblico tra i più competenti e severi dell'Europa del tempo. L'opera è La forza del destino di Verdi; fra gli altri protagonisti Franco Corelli, Mario Carlin e Agostino Ferrin. 
Questo debutto come Don Carlo di Vargas sancisce l'affermazione di Bruson. 
In sala c'è Roberto Bauer, incaricato dal Metropolitan di cercare voci emergenti, che dopo essersi congratulato con Bruson, gli fissa un appuntamento con il sovrintendente del Met, Rudolf Bing.
La sua carriera internazionale ha inizio di lì a poco: nel 1969 debutta al Metropolitan di New York come Enrico per Lucia di Lammermoor diretto da Carlo Franci, con Anna Moffo, Nicolai Gedda, Bonaldo Giaiotti e Charles Anthony Caruso; nel 1972 è alla Scala di Milano per Linda di Chamounix e al Festival di Edimburgo per Attila; nel 1973 è al Gran Teatre del Liceu di Barcellona per il ruolo di Lusignano in Caterina Cornaro, nel 1976 è alla Royal Opera House, dove interpreta la parte di Renato in Un ballo in maschera.
È Alfio in Cavalleria rusticana (film 1982) e nel ruolo titolo in Nabucco, diretto dall'esordiente Riccardo Muti alla Scala di Milano nel 1986 (da questo evento è tratto il film Nabucco del 1987.

## Vocalità
Specialista nel repertorio verdiano e donizettiano, Bruson è considerato tra i maggiori interpreti lirici del nostro tempo. È dotato di un fraseggio elegante ed espressivo, di una voce brunita, all'occorrenza leggermente ruvida, e di una notevole presenza scenica.
Anche dopo i settant'anni d'età, la sua voce rimane unita in tutta l'ottava centrale. A giugno 2008 ha vestito i panni di Giorgio Germont in Traviata alla Scala di Milano, con Mariella Devia nei panni di Violetta e José Bros in quelli di Alfredo. Nell'ottobre dello stesso anno ha cantato Giovanna d'Arco a Parma e a dicembre è ritornato nei panni di Giorgio Germont, al Teatro Verdi di Salerno per una Traviata sotto la regia di Franco Zeffirelli.
In aprile 2009 ha interpretato il ruolo di Carlo Gérard in Andrea Chénier al Teatro Carlo Felice di Genova, accanto al tenore Marcello Giordani, sotto la direzione di Daniel Oren; a settembre ha cantato da protagonista nel Rigoletto al teatro Verdi di Salerno, sotto la regia di Riccardo Canessa. Nel novembre dello stesso anno ha cantato l'Otello di Giuseppe Verdi al teatro dell'Aquila di Fermo, nel ruolo di Jago, svolgendo anche il ruolo di regista con la collaborazione della consorte Tita Tegano come costumista e scenografa.
Hanno poi riscontrato successo le due recite di Nabucco al Teatro Politeama di Catanzaro il 4 ed il 6 gennaio 2010 sotto la direzione di Daniel Oren con la regia di Gigi Proietti.

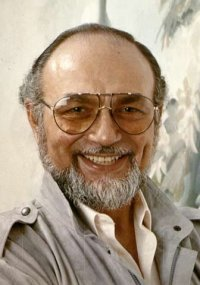
Una sorridente immagine di Renato Bruson

Il 23 gennaio 2010 ha cantato Falstaff sotto la regia di Zeffirelli, dando il via alla nuova stagione lirica 2010 del Teatro dell'Opera di Roma. A novembre ha festeggiato i suoi 50 anni di carriera ricevendo un premio speciale al Politeama di Catanzaro e cantando il ruolo di Scarpia in Tosca, accanto al tenore argentino Marcelo Álvarez e al soprano Micaela Carosi. A poche settimane dalle recite calabresi, nel periodo natalizio, è stato ancora Scarpia al San Carlo di Napoli.

## I cinquant’anni di carriera
Nel 2011 viene festeggiato in tutti i teatri del mondo per i suoi 50 anni di carriera: la moglie Tita Tegano scrive (e gli dedica) un libro dal titolo Renato Bruson. Il volto, il gesto e il passo nel quale vengono raccolte tutte le opinioni sul celebre baritono da parte di critici musicali tra i quali Elvio Giudici, Enrico Castiglione, Rodolfo Celletti, Angelo Foletto, Daniele Rubboli. Il libro è stato presentato in una conferenza stampa a Spoleto nel corso di una masterclass gratuita tenuta dallo stesso Bruson per i finalisti del concorso canoro 2011, con i quali poi - nello stesso teatro A.Belli - ha festeggiato le sue nozze d'oro con la lirica con un concerto di gala.
La sua carriera artistica prosegue, dopo i festeggiamenti del 2011, con diversi recital al Teatro Liceu di Barcellona, a Vienna, al teatro alla Scala, al Regio di Parma, al Teatro Regio (Torino), al Teatro Massimo di Palermo e al Teatro G.Verdi di Salerno, dove sotto la direzione del maestro Daniel Oren dà ancora una volta la voce a Scarpia in Tosca, accanto al Cavaradossi di Marcelo Álvarez e a Martina Serafin nel ruolo di Tosca.

## Collaborazioni e insegnamento
Nel 2012 si dedica più intensamente all'insegnamento, tenendo masterclass in tutto il mondo. Nello stesso anno veste per l'ultima volta il ruolo di Giorgio Germont in Traviata sotto la direzione del maestro Keri-Lynn Wilson, titolo d'esordio della stagione lirica del Teatro Verdi di Salerno. Nel 2013, a 77 anni, in corrispondenza col suo addio alle scene, viene invitato a partecipare ai festeggiamenti del bicentenario dalla nascita di Giuseppe Verdi al Teatro Verdi di Busseto, come regista e cantante nel Falstaff, insieme agli allievi dell'Accademia della Scala, diretto dal Maestro Sebastiano Rolli.
Renato Bruson, inoltre, è direttore didattico dell'Accademia lirica del teatro alla Scala di Milano ed è docente di canto all'Accademia Chigiana di Siena e all'Accademia lirica di Spoleto.

## Repertorio
| Ruolo                  | Titolo                    | Autore       |
| ---------------------- | ------------------------- | ------------ |
| Filippo Maria Visconti | Beatrice di Tenda         | Bellini      |
| Sir Riccardo Forth     | I puritani                | Bellini      |
| Zurga                  | Les Pêcheurs de perles    | Bizet        |
| Escamillo              | Carmen                    | Bizet        |
| Costantino             | Fausta                    | Donizetti    |
| Conte di Vergy         | Gemma di Vergy            | Donizetti    |
| Enrico Ashton          | Lucia di Lammermoor       | Donizetti    |
| Belisario              | Belisario                 | Donizetti    |
| Duca di Nottingham     | Roberto Devereux          | Donizetti    |
| Severo                 | Poliuto                   | Donizetti    |
| Duca d'Alba            | Il Duca d'Alba            | Donizetti    |
| Severe                 | Les Martyrs               | Donizetti    |
| Alfonso IX             | La Favorita               | Donizetti    |
| Antonio                | Linda di Chamounix        | Donizetti    |
| Don Pasquale           | Don Pasquale              | Donizetti    |
| Enrico di Chevreuse    | Maria di Rohan            | Donizetti    |
| Lusignano              | Caterina Cornaro          | Donizetti    |
| Cristoforo Colombo     | Cristoforo Colombo        | Franchetti   |
| Carlo Gérard           | Andrea Chénier            | Giordano     |
| Enrico                 | L'isola disabitata        | Haydn        |
| Lorenzo de' Medici     | I Medici                  | Leoncavallo  |
| Edipo                  | Edipo re                  | Leoncavallo  |
| Compar Alfio           | Cavalleria rusticana      | Mascagni     |
| Lescaut                | Manon                     | Massenet     |
| Athanaël               | Thaïs                     | Massenet     |
| Don Giovanni           | Don Giovanni              | Mozart       |
| Barnaba                | La Gioconda               | Ponchielli   |
| Don Ferdinando         | Matrimonio al convento    | Prokof'ev    |
| Lescaut                | Manon Lescaut             | Puccini      |
| Scarpia                | Tosca                     | Puccini      |
| Michele                | Il tabarro                | Puccini      |
| Guglielmo Tell         | Guglielmo Tell            | Rossini      |
| Slook                  | La cambiale di matrimonio | Rossini      |
| Edipo                  | Edipo a Colono            | Sacchini     |
| Grand-Prêtre de Dagon  | Samson et Dalila          | Saint-Saëns  |
| Cinna                  | La Vestale                | Spontini     |
| Oliver                 | Capriccio                 | Strauss      |
| Creon                  | Oedipus Rex               | Stravinskij  |
| Nabucco                | Nabucco                   | Verdi        |
| Don Carlo              | Ernani                    | Verdi        |
| Francesco Foscari      | I due Foscari             | Verdi        |
| Giacomo                | Giovanna d'Arco           | Verdi        |
| Gusmano                | Alzira                    | Verdi        |
| Ezio                   | Attila                    | Verdi        |
| Macbeth                | Macbeth                   | Verdi        |
| Francesco Moor         | I masnadieri              | Verdi        |
| Comte de Toulouse      | Jérusalem                 | Verdi        |
| Seid                   | Il corsaro                | Verdi        |
| Miller                 | Luisa Miller              | Verdi        |
| Rigoletto              | Rigoletto                 | Verdi        |
| Conte di Luna          | Il trovatore              | Verdi        |
| Giorgio Germont        | La traviata               | Verdi        |
| Guido di Monforte      | I vespri siciliani        | Verdi        |
| Simon Boccanegra       | Simon Boccanegra          | Verdi        |
| Renato                 | Un ballo in maschera      | Verdi        |
| Don Carlo di Vargas    | La forza del destino      | Verdi        |
| Rodrigo di Posa        | Don Carlo                 | Verdi        |
| Amonasro               | Aida                      | Verdi        |
| Jago                   | Otello                    | Verdi        |
| Sir John Falstaff      | Falstaff                  | Verdi        |
| Conte Gil              | Il segreto di Susanna     | Wolf-Ferrari |

## Incisioni discografiche
| Anno | Titolo Ruolo                             | Cast                                                | Direttore           | Casa                      |
| ---- | ---------------------------------------- | --------------------------------------------------- | ------------------- | ------------------------- |
| 1977 | L'isola disabitata Enrico                | Linda Zoghby, Norma Lerer, Luigi Alva               | Antal Doráti        | Philips                   |
| 1978 | Samson et Dalila Grand Prêtre de Dagon   | Plácido Domingo, Elena Obrazcova, Robert Lloyd      | Daniel Barenboim    | Deutsche Grammophon       |
| 1979 | Luisa Miller Miller                      | Katia Ricciarelli, Placido Domingo, Elena Obrazcova | Lorin Maazel        | Deutsche Grammophon       |
| 1980 | Un ballo in maschera Renato              | Placido Domingo, Katia Ricciarelli, Edita Gruberová | Claudio Abbado      | Deutsche Grammophon       |
|      | Tosca Barone Scarpia                     | Renata Scotto, Placido Domingo                      | James Levine        | EMI                       |
|      | La traviata Giorgio Germont              | Renata Scotto, Alfredo Kraus                        | Riccardo Muti       | EMI                       |
| 1981 | Il segreto di Susanna Conte Gil          | Renata Scotto                                       | John Pritchard      | CBS                       |
| 1981 | Rigoletto                                | Edita Gruberova, Neil Shicoff, Robert Lloyd         | Giuseppe Sinopoli   | Philips/Decca             |
| 1982 | Cavalleria rusticana (opera) Alfio       | Elena Obrazcova, Placido Domingo, Fedora Barbieri   | Georges Prêtre      | Decca                     |
| 1982 | Falstaff (Verdi) Falstaff                | Katia Ricciarelli, Leo Nucci, Barbara Hendricks     | Carlo Maria Giulini | Deutsche Grammophon       |
| 1983 | Un ballo in maschera Renato              | Luciano Pavarotti, Margaret Price, Kathleen Battle  | Georg Solti         | Decca                     |
| 1983 | Alzira Gusmano                           | Ileana Cotrubaș, Francisco Araiza                   | Lamberto Gardelli   | Orfeo                     |
|      | Lucia di Lammermoor Enrico Ashton        | Edita Gruberova, Alfredo Kraus, Robert Lloyd        | Nicola Rescigno     | EMI                       |
|      | Macbeth                                  | Mara Zampieri, Robert Lloyd, Neil Shicoff           | Giuseppe Sinopoli   | Decca/Deutsche Grammophon |
| 1984 | Manon Lescaut Lescaut                    | Mirella Freni, Placido Domingo                      | Giuseppe Sinopoli   | Deutsche Grammophon       |
| 1985 | La forza del destino Don Carlo di Vargas | Rosalind Plowright, José Carreras, Agnes Baltsa     | Giuseppe Sinopoli   | Deutsche Grammophon       |
| 1993 | Don Pasquale                             | Eva Mei, Frank Lopardo, Thomas Allen                | Roberto Abbado      | RCA                       |
| 1995 | Rigoletto                                | Andrea Rost, Roberto Alagna                         | Riccardo Muti       | Sony                      |

- Bruson, Arie da opere di Donizetti e Verdi - Martinotti/Regio di Torino, 2014 Decca

## DVD
- Donizetti: Lucia di Lammermoor (La Scala, 1992) - Renato Bruson/Mariella Devia/Vincenzo La Scola/Marco Berti/Carlo Colombara, RAI/Opus Arte/Naxos
- Mascagni: Cavalleria rusticana (film 1982)
- Verdi: Macbeth (Deutsche Oper Berlin, 1987) - Giuseppe Sinopoli/Renato Bruson/Mara Zampieri/Luciano Damiani, Arthaus Musik/Naxos
- Verdi: Giovanna d'Arco (Teatro Regio di Parma, 2008) - Bruno Bartoletti/Renato Bruson, regia Gabriele Lavia, C Major/Naxos
- Verdi, Traviata - Conlon/Fleming/Villazón, 2006 Decca
- Verdi: La Traviata (Teatro Real, 2005) - Pier Luigi Pizzi, Opus Arte/Naxos
- Verdi: La Traviata (Teatro Verdi (Busseto), 2002) - Plácido Domingo/Stefania Bonfadelli/Renato Bruson, regia Franco Zeffirelli, Arthaus Musik/Naxos
- Verdi: I due Foscari (La Scala, 1988) - Gianandrea Gavazzeni/Renato Bruson, Opus Arte/Naxos